# Renald III (hrabia Burgundii)
Renald III (ur. ok. 1090, zm. w 1148) – hrabia Burgundii od 1127 z dynastii Anskarydów.

## Życiorys
Ojcem Renalda był Stefan, hrabia Mâcon, jeden z młodszych synów hrabiego Burgundii Wilhelma I Wielkiego, regent hrabstwa Burgundii w okresie I wyprawy krzyżowej, który uczestniczył w krucjacie z 1101 i poległ w 1102 w Ziemi Świętej. Matką Renalda była Beatrycze, córka landgrafa Brabancji Henryka III z Louvain. 
Po bezpotomnej śmierci w 1127 syna swojego kuzyna w linii męskiej, hrabiego Burgundii Wilhelma III, został hrabią Burgundii. Odmówił złożenia hołdu królowi Niemiec (i zarazem królowi Burgundii) Lotarowi z Supplinnburga, wobec czego ten postanowił przyznać hrabstwo Burgundii księciu Zähringen Konradowi I (który był bratem matki zmarłego Wilhelma III). Wybuchła długotrwała wojna. Renald zdołał utrzymać władzę w hrabstwie, utracił jednak na rzecz rywala jego wschodnią część (położoną na terenie obecnej zachodniej Szwajcarii). Także następca Lotara, Konrad III Hohenstauf, opowiedział się po stronie Konrada.
Żoną Renalda była Agata, córka księcia Górnej Lotaryngii Szymona I. Mieli jedno dziecko, córkę Beatrycze I, która po śmierci Renalda odziedziczyła hrabstwo Burgundii, a w 1156 została żoną cesarza Fryderyka I Barbarossy.